# Caracuel de Calatrava (kommun i Spanien)
Caracuel de Calatrava är en kommun i Spanien.   Den ligger i provinsen Provincia de Ciudad Real och regionen Kastilien-La Mancha, i den centrala delen av landet, 180 km söder om huvudstaden Madrid. Antalet invånare är 167. Arean är 9,9 kvadratkilometer.
Terrängen i Caracuel de Calatrava är platt.